# Сахаптинский сельсовет
Сахапти́нский сельсовет — муниципальное образование (сельское поселение) в Назаровском районе Красноярского края. Административный центр — село Сахапта.

## География
Сахаптинский сельсовет находится южнее районного центра. Удалённость административного центра сельсовета — села Сахапта от районного центра — города Назарово составляет 40 км.

## История
Сахаптинский сельсовет наделён статусом сельского поселения в 2005 году.

## Население
| 2010 | 2012  | 2013  | 2014  | 2015  | 2016  | 2017  |
| ---- | ----- | ----- | ----- | ----- | ----- | ----- |
| 1595 | ↘1530 | ↘1498 | ↘1469 | ↘1449 | ↘1403 | ↘1398 |

Гендерный состав
По данным Всероссийской переписи населения 2010 года 797 мужчин и 798 женщин из 1595 чел.

## Состав сельского поселения
В состав сельского поселения входят 5 населённых пунктов:
| № | Населённый пункт | Тип населённого пункта       | Население |
| - | ---------------- | ---------------------------- | --------- |
| 1 | Канаш            | деревня                      | 88        |
| 2 | Малиновка        | деревня                      | 3         |
| 3 | Сахапта          | село, административный центр | 1191      |
| 4 | Сереуль          | деревня                      | 199       |
| 5 | Холма            | деревня                      | 114       |